# Мориц Вилхелм (Саксония-Цайц)
Мориц Вилхелм фон Саксония-Цайц (на немски: Moritz Wilhelm von Sachsen-Zeitz; * 12 март 1664, дворец Морицбург, Цайц; † 15 ноември 1718, замък Остербург, Вайда) от рода на Албертинските Ветини, е вторият и последен херцог на Саксония-Цайц от 1681 до 1717 г.

## Живот
Той е първият син на херцог Мориц фон Саксония-Цайц (1619 – 1681) и втората му съпруга Доротея Мария (1641 – 1675), дъщеря на херцог Вилхелм фон Саксония-Ваймар и Елеонора Доротея фон Анхалт-Десау.
Още като млад Мориц Вилхелм се интересува от старите езици – гръцки и иврит, и религиозни и теологически въпроси. Той създава родословни дървета, за да докаже произхода му от Атила и пътува през 1681 г. за Франция и Италия.
След смъртта на баща му на 4 декември 1681 г., едва 16-годишен, Мориц се връща в родината си. Той става администратор на Наумбург и Цайц (1681 – 1717).
Мориц Вилхелм се жени на 25 юни 1689 г. в Потсдам за принцеса Мария Амалия фон Бранденбург-Швет (* 26 ноември 1670, † 17 ноември 1739), вдовица на принц Карл Мекленбургски (1664 – 1688), дъщеря на "Великия курфюрст“ Фридрих Вилхелм фон Бранденбург и втората му съпруга Доротея София фон Шлезвиг-Холщайн-Зондербург-Глюксбург.
От 1717 г. е херцог на Саксония-Вайда. До 1685 г. той е под опекунството управление на курфюрст Фридрих Август от Саксония.
Херцог Мориц Вилхелм умира на 54 години на 15 ноември 1718 г. в замък Остербург във Вайда и не е погребан във фамилната крипта на дворцовата църква в Цайц, а в градската църква „Св. Мария“ във Вайда. Съпругата му го надживява с 21 години.
- Съпругата му Мария Амалия фон Бранденбург-Шведт
- Замък Остербург във Вайда

## Деца
Мориц Вилхелм и Мария Амалия имат децата:
- Фридерих Вилхелм (1690 – 1690)
- Доротея Вилхелмина (1691 – 1743), ∞ 1717 г. за ландграф Вилхелм VIII фон Хесен-Касел
- Каролина Амалия (1693 – 1694)
- София Шарлота (1695 – 1696)
- Фридрих Август (1700 – 1710)